# Yandeyarra
Yandeyarra – miasto w Australii, w stanie Australia Zachodnia.